# Anne-Marie McDermott

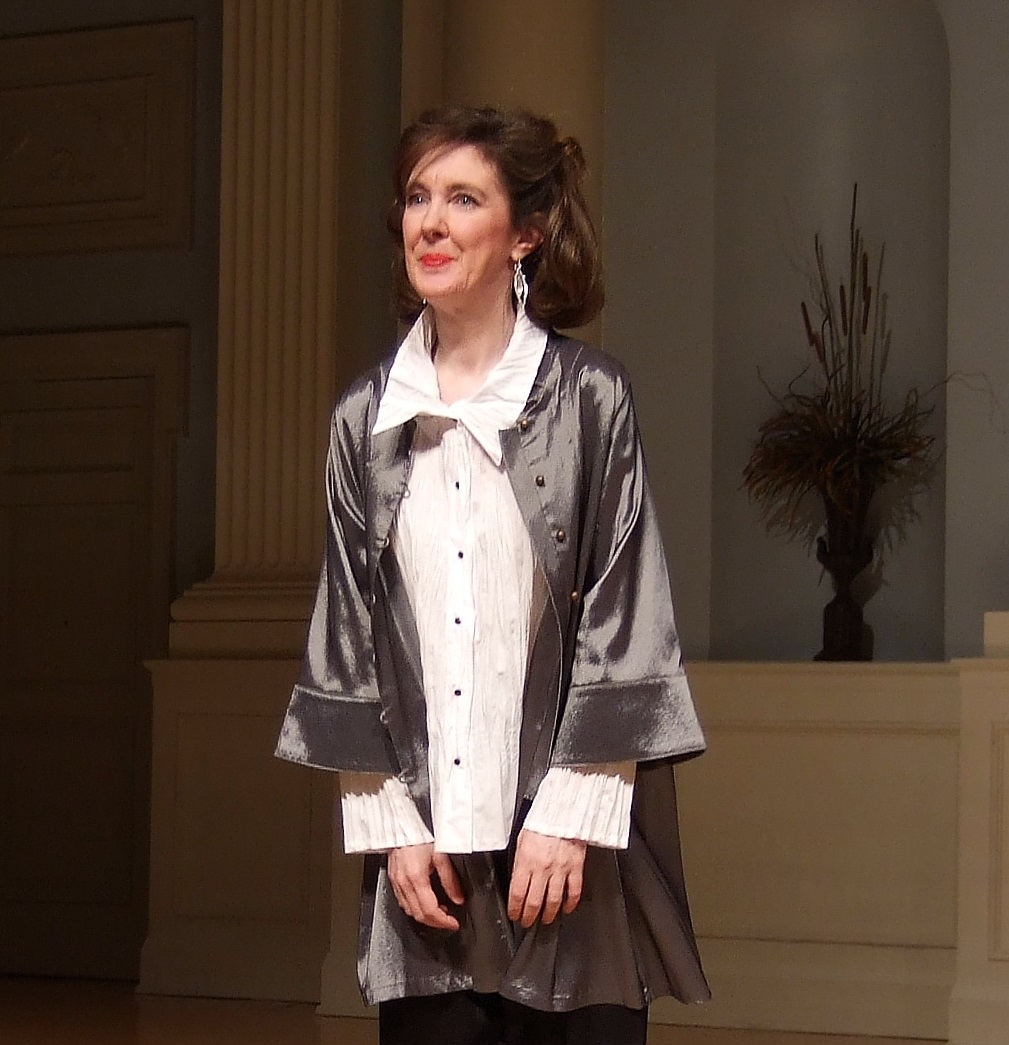
Anne-Marie McDermott

Anne-Marie McDermott (* 1963 in New York City) ist eine US-amerikanische Pianistin.

## Leben und Wirken
McDermott begann im Alter von fünf Jahren Klavier zu spielen und trat zwölfjährig mit Mendelssohns Klavierkonzert g-Moll in der Carnegie Hall mit der National Orchestral Association auf. An der Manhattan School of Music studierte sie bei Dalmo Carra, Constance Keene und John Browning, außerdem nahm sie an Meisterklassen von Musikern wie Leon Fleisher, Menahem Pressler, Misha Dichter, Abbey Simon, Rosalyn Tureck, Michael Tilson Thomas und Mstislaw Rostopowitsch teil. Sie gewann die Young Concert Artists International Auditions und erhielt u. a. den Avery Fisher Career Development Award, den Andrew Wolf Memorial Chamber Music Award, den Joseph Kalichstein Piano Prize und den Mortimer Levitt Career Development Award for Women Artists.
1992 vertrat sie Murray Perahia bei einer Aufführung von Mozarts Klavierkonzert KV 466 mit dem Atlanta Symphony Orchestra, mit dessen Aufführung mit dem Osaka Philharmonic Orchestra sie im Vorjahr die Silbermedaille bei der Hamamatsu Piano Competition gewonnen hatte. 1995 unternahm sie eine Konzerttournee, eine weitere folgte 2004. Erfolgreich war ihr Debüt 1997 mit dem New York Philharmonic Orchestra unter Christian Thielemann, dem Konzerte mit zahlreichen namhaften Orchestern der USA folgten. 1999–2000 tourte sie mit dem Australian Chamber Orchestra durch dreizehn Städte der USA und spielte Werke von Sergei Prokofjew, Dmitri Schostakowitsch und Benjamin Britten.
Als Kammermusikerin wurde McDermott 1995 Mitglied der Chamber Music Society of Lincoln Center, mit der sie jährlich Tourneen unternimmt. Regelmäßig arbeitet sie mit der Geigerin Nadja Salerno Sonnenberg zusammen, mit der sie die CD Live und eine Gesamtaufnahme der Werke für Violine und Klavier von Johannes Brahms einspielte. Mit Ida Kavafian, Steven Tenenbom und Peter Wiley bildet sie das Klavierquartett Opus One, mit ihren Schwestern Maureen und Kerry McDermott das McDermott Trio.
Mit dem Bratschisten Paul Neubauer nahm sie Werke Robert Schumanns auf, mit der Chamber Music Society of Lincoln Center das komplette kammermusikalische Werk Claude Debussys. Weiterhin spielte sie u. a. sämtliche Klaviersonaten Prokofjews, die Englischen Suiten Johann Sebastian Bachs, George Gershwins Werke für Klavier und Orchester mit dem Dallas Symphony Orchestra und Klaviersonaten und -konzerte Joseph Haydns mit dem Odense Philharmonic Orchestra ein. 2009 spielte sie die Uraufführung von Charles Wuorinens Fourth Sonata und Clarice Assads When Art Showed Up. Neben ihrer Tätigkeit als Pianistin wirkte sie als künstlerische Leiterin des Vail Valley Music Festival in Colorado, des Ocean Reef Chamber Music Festival und der Avila Chamber Music Celebration in Curaçao.